# The Gamblers (film, 1970)
Pour les articles homonymes, voir The Gamblers.
The Gamblers (ou Kockari) est un drame américain réalisé par Ron Winston, sorti en 1970, avec comme acteurs Suzy Kendall, Don Gordon et Pierre Olaf. 

## Synopsis
Un escroc part pour un voyage sur une croisière de luxe, où il se fait lui-même escroquer. Il est librement adapté du roman Le Joueur de Fiodor Dostoïevski de 1866. 

## Distribution
- Suzy Kendall : Candace
- Don Gordon : Rooney
- Pierre Olaf : Cozzier
- Kenneth Griffith : Pied large
- Stuart Margolin : Goldy
- Richard Woo : Koboyashi
- Massimo Serato : Del Isolla
- Faith Domergue : Signora Del Isolla
- Relja Bašić : Yakov
- Anthony Chinn : Nono